# كارولين همفري
كارولين همفري (بالإنجليزية: Caroline Humphrey)‏ هي عالمة الإنسان بريطانية، ولدت في 1 سبتمبر 1943.